# Queen I Tour
Tournées par Queen
Queen II Tour 
 (1974)

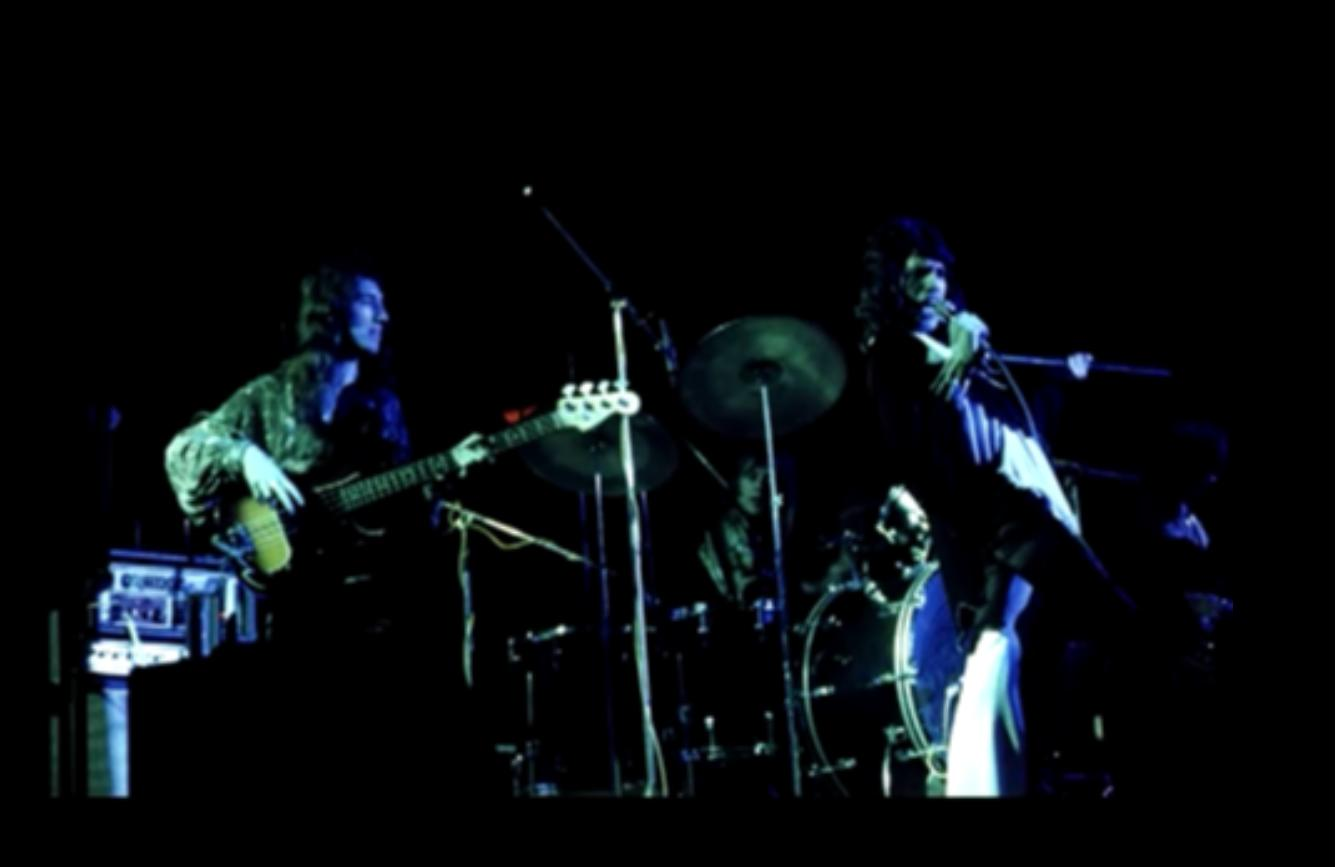
Concert du 12 novembre à Leeds.

Queen I Tour est une tournée du groupe britannique Queen organisée en 1973 et 1974 en promotion de l'album Queen. Elle compte 35 concerts donnés au total,.

## Dates de la tournée
| Date                          | Ville           | Pays                 | Lieu                     |
| Europe                        | Europe          | Europe               | Europe                   |
| ----------------------------- | --------------- | -------------------- | ------------------------ |
| 13 septembre 1973             | Londres         | Angleterre           | Golders Green Hippodrome |
| 13 octobre 1973               | Bonn            | Allemagne de l'Ouest | Underground              |
| 14 octobre 1973               | Luxembourg      | Luxembourg           | Le Blow Up               |
| 20 octobre 1973               | Londres         | Angleterre           | Paris Theatre            |
| 26 octobre 1973               | Londres         | Angleterre           | Imperial College         |
| 2 novembre 1973               | Londres         | Angleterre           | Imperial College         |
| 12 novembre 1973              | Leeds           | Angleterre           | Town Hall                |
| 13 novembre 1973              | Blackburn       | Angleterre           | St George's              |
| 15 novembre 1973              | Worcester       | Angleterre           | Gaumont                  |
| 16 novembre 1973              | Lancaster       | Angleterre           | Université               |
| 17 novembre 1973              | Liverpool       | Angleterre           | Stadium                  |
| 18 novembre 1973              | Hanley          | Angleterre           | Victoria Hall            |
| 19 novembre 1973              | Wolverhampton   | Angleterre           | Civic Hall               |
| 20 novembre 1973              | Oxford          | Angleterre           | New Theatre              |
| 21 novembre 1973              | Preston         | Angleterre           | Guildhall                |
| 22 novembre 1973              | Newcastle       | Angleterre           | City Hall                |
| 23 novembre 1973              | Glasgow         | Écosse               | The Apollo               |
| 25 novembre 1973              | Édimbourg       | Écosse               | Caley Cinema             |
| 26 novembre 1973              | Manchester      | Angleterre           | Opera House              |
| 27 novembre 1973              | Birmingham      | Angleterre           | Town Hall                |
| 28 novembre 1973              | Swansea         | Pays de Galles       | Bragwyn Hall             |
| 29 novembre 1973              | Bristol         | Angleterre           | Colston Hall             |
| 30 novembre 1973              | Bournemouth     | Angleterre           | Winter Gardens           |
| 1er décembre 1973             | Southend-on-Sea | Angleterre           | Kursaal                  |
| 2 décembre 1973               | Chatham         | Angleterre           | Central                  |
| 6 décembre 1973               | Cheltenham      | Angleterre           | College                  |
| 7 décembre 1973               | Londres         | Angleterre           | Shaftesbury Hall         |
| 8 décembre 1973               | Liverpool       | Angleterre           | Université               |
| 14 décembre 1973 (2 concerts) | Londres         | Angleterre           | Hammersmith Odeon        |
| 15 décembre 1973              | Leicester       | Angleterre           | Université               |
| 21 décembre 1973              | Taunton         | Angleterre           | County Hall              |
| 22 décembre 1973              | Peterborough    | Angleterre           | Town Hall                |
| 28 décembre 1973              | Liverpool       | Angleterre           | Top Rank Club            |
| Océanie                       |                 |                      |                          |
| 2 février 1974                | Sunbury         | Australie            | Terrain privé            |